# Al Sufouh
Al Sufoh si trova nella regione di Bur Dubai, nel settore occidentale di Dubai.